# 板橋区立ハイライフプラザいたばし
板橋区立ハイライフプラザいたばし（いたばしくりつハイライフプラザいたばし）は、東京都板橋区にある施設。通称は「ハイライフプラザいたばし」。
JR埼京線 板橋駅の西口近くにある、板橋区民のための福利厚生施設であるが、区民以外にも展示場・会議室の貸し出しを行っている。展示場の広さは最大でも400m2であるため、小規模な展示会、即売会や、講演会などに主に使用される。

## 施設
- ホール（2階） 400m2（最大3分割での使用が可能）
- 会議室 1室（1階）

## 交通
- JR埼京線 板橋駅から徒歩1分
- 都営三田線 新板橋駅から徒歩2分
- 東武東上線 下板橋駅から徒歩7分